# Parodia arnostiana
Parodia arnostiana  es una especie de planta del género Parodia, de la familia de los cactus, orden Caryophyllales.

## Descripción
Parodia arnostiana crece solitaria y rara vez brota. Los brotes esféricos aplanados a planos de color verde a verde oscuro alcanzan alturas de 4 a 6 centímetros y un diámetro de 4 a 8 centímetros. El ápice del brote está hundido y sin espinas. Las 21 a 30 costillas están dispuestas en espiral. Las areolas circulares situadas sobre ellas son de color blanco lanoso. Las espinas centrales de una a tres de color marrón amarillento a rojo parduzco tienen una longitud de 0,5 a 2 centímetros y, a menudo, son difíciles de distinguir de las espinas radiales. Las doce a 16 espinas radiales curvas, de color amarillo pajizo turbio a rojo pardusco, miden hasta 7 milímetros de largo.
Las flores de color amarillo azufre alcanzan un diámetro de 7 a 7,5 centímetros y una longitud de hasta 6 centímetros. Su pericarpelo y tubo floral están revestidos de lana blanca y pelos castaños. La cicatriz es de color rojo oscuro. Los frutos verdes esféricos miden de 1,6 a 1,8 centímetros de largo y tienen un diámetro de 1,2 a 1,4 centímetros. Los frutos contienen semillas negras en forma de gorra que son tuberosas.

## Distribución
Parodia arnostiana es endémica del estado brasileño de Río Grande del Sur.

## Taxonomía
La primera descripción como Notocactus arnostianus fue de Kamil Lisal y Jiri Kolarik en 1986 con la publicación Internoto 7(1): 8. El taxónomo botánico alemán Andreas Hofacker colocó la especie en el género Parodia en 1998 con la publicación Cactaceae Consensus Initiatives 6: 11. Un sinónimo nomenclatural es Ritterocactus arnostianus (Lisal & Kolarik) Doweld de 1999 con la publicación Sukkulenty 2(3): 22.
Etimología
Parodia: nombre genérico otorgado en honor del botánico italiano Domingo Parodi (1823–1890).
arnostiana: epíteto otorgado en honor del botánico checo amante de los cactus Arnost Janousek.
En la Lista Roja de Especies Amenazadas de la UICN, la especie está clasificada como "En Peligro Crítico (CR)". Catalogada como en peligro crítico de extinción.